# The Hop Farm Country Park
The Hop Farm Family Park är en 160 ha stor park i Beltring, nära East Peckham i Kent i England, som är över 450 år gammal, och har den största samlingen av Oast Houses (torkhus för humle) i världen.